# Rensdyr
Rensdyret (eller blot renen, Rangifer tarandus) tilhører hjortefamilien og lever i nordlige tundraområder. Store flokke vandrer fra græsgang til græsgang i takt med årstidernes skiften. I alt findes omkring 3 millioner rensdyr. Dyrene lever af rensdyrlav, græs, urter og små løvtræer.
Rensdyret vejer 70-160 kg – hannerne er noget større end hunnerne. Begge bærer gevir, der skiftes hvert år. Deres anatomi er tilpasset et liv i kulde og sne. Således er f.eks. klovene store og kan sprede sig ud som en vifte, og lange hår imellem tæerne hjælper rensdyret til at færdes i tyk sne. Pelsen er op til 5 cm tyk og delt op i yderpels (med hule hår, der øger isoleringseffekten pga. den bundne luft) og en ulden inderpels, så dyret kan holde varmen. 
I Lapland er det delvist tæmmet og udnyttes af bl.a. samerne, mens det fortsat er et yndet jagtobjekt i Grønland.

## Rensdyr som julesymbol
Ifølge juletraditionen trækker rensdyr julemandens slæde juleaften, når han skal ud i verden og dele julegaverne ud. Fører-rensdyret hedder Rudolf og optræder i julesangen "Rudolf med den røde tud".
Første gang rensdyr optræder til jul sammen med julemanden, er i Clement Clarke Moores digt til børn "The night before Christmas (A visit from St. Nicholas)" fra 1823. I 1848 udkom historien i et lille skillingstryk med tegninger af T.C. Boyd. Her portrætteres julemanden som en lille energisk, munter og tyk mand med et lige så lille rensdyr. I Moores juledigt optræder otte rensdyr:
”Now, Dasher! now, Dancer! Now, Prancer and Vixen! On, Comet! On Cupid! On, Donner and Blitzen! To the top of the porch! to the top of the wall! Now dash away! dash away! dash away all!”

## Karibu, det nordamerikanske rensdyr
| Rensdyrart                  | Latin                             | Udbredelse                                                               |
| --------------------------- | --------------------------------- | ------------------------------------------------------------------------ |
| Alaskakaribu                | Rangifer tarandus granti          | Fra Alaska til Yukon, Nordvestterritoriererne af Canada, Vest - Grønland |
| Arktisk ren, Arktisk karibu | Rangifer tarandus eogroenlandicus | Øst-Grønland, uddød omkring år 1900                                      |
| Grønlandskaribu             | Rangifer tarandus groenlandicus   | Nunavut og Nordvestterritorierne af Canada, Vest - Grønland              |
| Peary karibu                | Rangifer tarandus pearyi          | Nanavut og Nordvestterritorierne af Canada                               |
| Skovkaribu, canadisk karibu | Rangifer tarandus caribou         | Alaska til Newfoundland, syd for New England og State of Washington      |

Karibu er et fælles navn for canadiske og grønlandske underarter af arten rensdyr (Rangifer terandus).

## Det euroasiatiske rensdyr
Forskere regner det euroasiatiske rensdyr som en art, og der er liden genetisk forskel på vilde og tamme rensdyr. Denne art lever i det nordlige Rusland, i Finland, Sverige og i Norge (syd til bjergerne i Setesdal).

## Svalbardrensdyr
Svalbardrenen adskiller sig både fra Karibu og det euroasiatiske rensdyr genetisk og ved at den er lavere.

## Galleri
- Alaskakaribu
- Flok af Grønlandske rensdyr
- Euroasiatisk tamren i Jämtland
- Same med tamt rensdyr
- Kørerensdyr med slæde
- Svalbardren